# Reiner Schöne

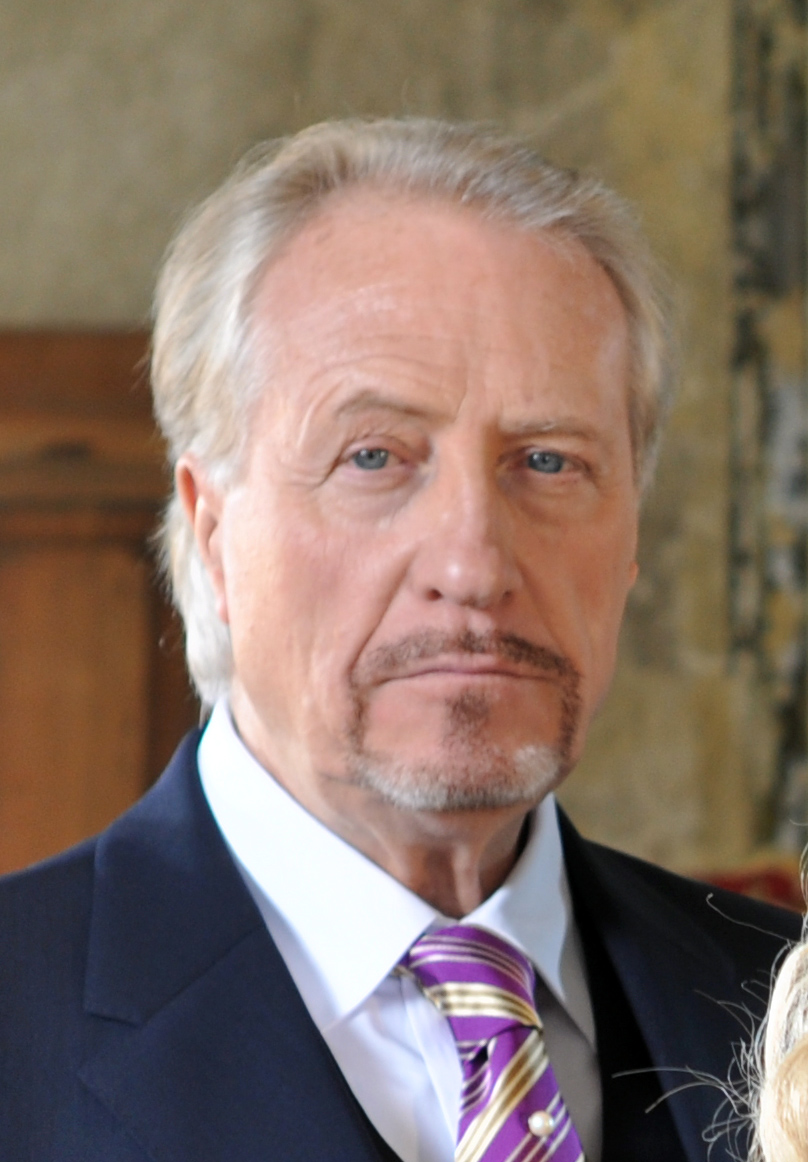
Reiner Schöne, 2010

Reiner Schöne (* 19. Januar 1942 in Fritzlar) ist ein deutscher Schauspieler, Synchronsprecher, Sänger, Songwriter, Autor sowie Sprecher von Hörspielen und Hörbüchern. Seinen Durchbruch hatte er 1968 als Hauptdarsteller Berger in der deutschen Erstaufführung des Rock-Musicals Hair. Er spielte bislang in über 140 Film- und Fernsehproduktionen mit. Des Weiteren ist er u. a. die deutsche Stimme von Willem Dafoe, Mickey Rourke und Sam Elliott.

## Leben

### Frühe Jahre und Durchbruch
Reiner Schöne wuchs in Weimar auf und absolvierte von 1960 bis 1963 ein Schauspielstudium am Schauspielstudio des Deutschen Nationaltheaters in Weimar. Er war als Schauspieler und Liedermacher in der DDR bereits erfolgreich, als er 1968 nach einem Konzert in West-Berlin in die Bundesrepublik Deutschland flüchtete. Im April 1968 hatte er mit dem politischen Lied „Chansons von der nahen Ferne“ am dritten Schlagerwettbewerb der DDR in Magdeburg teilgenommen und den dritten Platz erreicht.
Im Westen gelang ihm noch im selben Jahr als Musicalstar Berger in der deutschen Erstaufführung von Hair der Durchbruch. Er arbeitete als Liedermacher und Sänger (mit der Reiner-Schöne-Band) und weiter in dem Musical Jesus Christ Superstar (1972). 1970 nahm Schöne an der deutschen Vorentscheidung zum Grand Prix Eurovision de la Chanson teil und belegte mit Allein unter Millionen – Musik und Text von Günter Sonneborn – einen geteilten zweiten Platz. Trotz dieses Erfolges erschien der Titel nie auf Platte. Sein größter Hit wurde die Single Werd ich noch jung sein, wenn ich älter bin, deren Text von Konstantin Wecker stammt.

### Film und Fernsehen

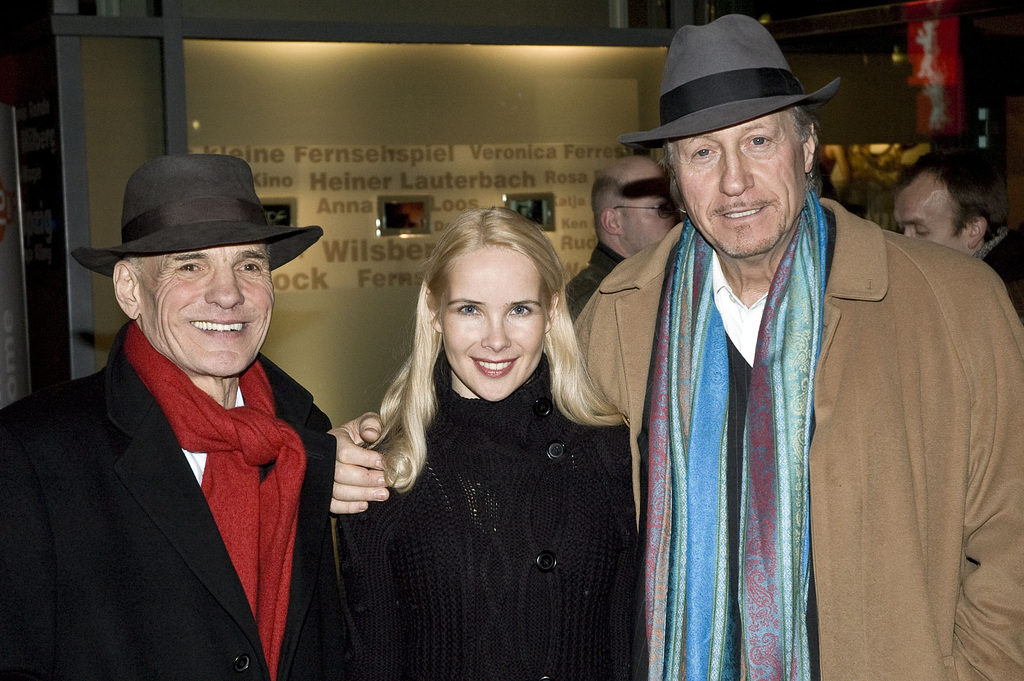
Hans Peter Hallwachs, Sylvia Leifheit und Reiner Schöne (v. l. n. r.) auf der Berlinale 2008

Als Schauspieler drehte Reiner Schöne mit Hollywoodgrößen wie Lee Van Cleef (Sabata kehrt zurück), Clint Eastwood (Im Auftrag des Drachen) oder Kris Kristofferson (Amerika). In Deutschland war er 1976 in der erfolgreichen HR-Produktion Der Winter, der ein Sommer war zu sehen. 1985 siedelte er in die Vereinigten Staaten über, wo er sich auf einer Ranch in der Nähe von Los Angeles niederließ. In Hollywood wirkte er in zahlreichen bekannten Fernsehserien mit, darunter Raumschiff Enterprise: Das nächste Jahrhundert, MacGyver, Matlock, Mord ist ihr Hobby, Babylon 5 und JAG – Im Auftrag der Ehre. 1990 war er Moderator der Fernseh-Show Fort Boyard auf Sat.1. Einer seiner letzten Hollywood-Filme war Crash Dive mit Michael Dudikoff im Jahr 1997.
2002 kehrte Schöne nach fast zwanzig Jahren in den USA nach Deutschland zurück und setzte hier seine Karriere fort. Durch die Mitwirkung in Kinofilmen wie Null Uhr 12, Otto – Der Katastrofenfilm, (T)Raumschiff Surprise – Periode 1 sowie in Fernsehfilmen wie Die Todesgrippe von Köln (Sat.1) und Fast perfekt verlobt (ProSieben) wurde er schnell wieder präsent. Deutsche Serien und Reihen, in denen er als Gastdarsteller spielte, sind unter anderem Großstadtrevier, Edel & Starck und Das Traumschiff, dazu kommen mehrere Rosamunde-Pilcher-Verfilmungen. Schöne wirkte auch in zahlreichen Kinder- und Jugendproduktionen mit. Als Henry von Humboldt war er 2009 in der KiKA-Serie Mystery Challenge zu sehen. Die Rolle des Königs spielte er 2010 in dem Märchenfilm Das blaue Licht der ARD-Fernsehreihe Sechs auf einen Streich und 2015 in Die weiße Schlange, der im Rahmen in der ZDF-Reihe Märchenperlen entstand.

### Sprechertätigkeiten
Auch als Synchronsprecher lieh Schöne z. B. Willem Dafoe in mehreren Filmen seine Stimme, war für Mickey Rourke in Sin City zu hören oder sprach für Ralf Möller in Gladiator. Darüber hinaus synchronisierte er Darth Vader in Star Wars: Episode III – Die Rache der Sith und Star Wars Rebels, Captain Teague in Pirates of the Caribbean – Am Ende der Welt, Eddie Temple in Layer Cake, James Earl Jones in Two and a Half Men und The Big Bang Theory sowie Optimus Prime in der deutschen Version der Transformers-Reihe. Für den Film Australia war er als die Stimme von Bryan Brown aktiv. Im Kinofilm Die Schlümpfe sprach er die Rolle des Papa Schlumpf. In Iron Man 2 synchronisierte er erneut Mickey Rourke in seiner Rolle als Ivan Vanko. Sam Elliott lieh er seine Stimme in Hulk und Ghost Rider. Da er bereits 1969 den Wyatt (gespielt von Peter Fonda) in Easy Rider synchronisierte, kann er inzwischen auf eine über 50-jährige Karriere als Synchronschauspieler zurückblicken. In der Hörspiel-Thriller-Reihe Die Prüfung von Wolfy-Office sprach er, unter der Regie von Kim Jens Witzenleiter, den Polizisten Henry.
Seit 2008 ist er als Sprecher bei den Karl-May-Spielen in Bad Segeberg zu hören. Bereits 1996 war er bei diesen als Old Death in Winnetou und der Scout sowie 2002 als Old Firehand in Im Tal des Todes zu erleben. Schöne ist seit mehreren Jahren Werbesprecher der Baumarktkette Toom Baumarkt. Seit 2010 spricht er die Intros der deutschen Futurepop-Band Massiv in Mensch.

### Privates
Reiner Schöne war zu Anfang der 1980er Jahre einige Jahre mit der Schauspielerin Alexandra Bogojevic verheiratet. 1996 lernte er in den USA die Bluessängerin Francesca Capasso kennen, heiratete sie und lebte mit ihr auf einer kleinen Ranch nahe Los Angeles. Er pendelte jedoch oft zwischen den USA und Deutschland. Im Jahr 2002 zerrüttete die Ehe. Schöne verließ im selben Jahr die USA und kehrte nach Deutschland zurück.
Bei den Proben zu dem Theaterstück Jedermann lernte er (bereits zur Zeit seiner Ehe mit Francesca Capasso) die Maskenbildnerin und heutige Partnerin Anja Drendel (* 1980) kennen. Mit ihr hat er zwei Töchter (* 2006 und * 2012). Im Juli 2010 heiratete das Paar. Die Familie lebt in Berlin.

## Filmografie (Auswahl)

### Kino
- 1968: Wir lassen uns scheiden
- 1968: 12 Uhr mittags kommt der Boß
- 1971: Sabata kehrt zurück (È tornato Sabata … hai chiuso un’altra volta)
- 1974: Zwei himmlische Dickschädel
- 1975: Change
- 1975: Im Auftrag des Drachen (The Eiger Sanction)
- 1976: Anita Drögemöller und die Ruhe an der Ruhr
- 1979: Götz von Berlichingen mit der eisernen Hand
- 1990: Die Geschichte der Dienerin (The Handmaid’s Tale)
- 1997: Crash Dive
- 1997: Mortal Kombat 2 – Annihilation (Mortal Kombat: Annihilation)
- 1999: Wasted in Babylon
- 2000: Otto – Der Katastrofenfilm
- 2001: Ice Planet
- 2002: Null Uhr 12
- 2002: Detective Lovelorn und die Rache des Pharao
- 2002: Der Wannsee-Mörder
- 2004: (T)Raumschiff Surprise – Periode 1
- 2010: Snowman’s Land
- 2010: Teufelskicker
- 2012: Das Kind
- 2012: Die vierte Macht
- 2015: Herbert
- 2018: Jim Knopf und Lukas der Lokomotivführer (Stimme)
- 2020: Jim Knopf und die Wilde 13 (Stimme)

### Fernsehen

#### Fernsehfilme
- 1957: Drei leere Räume
- 1976: Der Winter, der ein Sommer war (Dreiteiler)
- 1979: Hatschi!
- 1980: Kein Geld für einen Toten
- 1983: Wunderland
- 1994: Land der verlorenen Kinder (Nobody’s Children)
- 1998: Babylon 5: Der erste Schritt (Babylon 5: In the Beginning)
- 1999: Götterdämmerung – Morgen stirbt Berlin
- 2003: Fast perfekt verlobt
- 2006: Auf ewig und einen Tag
- 2008: Man liebt sich immer zweimal
- 2010: Das blaue Licht
- 2011: Rookie – Fast platt
- 2011: Neue Chance zum Glück
- 2012: Die Reichsgründung
- 2012: Die nervöse Großmacht
- 2013: Der Minister
- 2014: Das kalte Herz
- 2015: Die weiße Schlange
- 2017: Für Emma und ewig
- 2017: Die Konfirmation
- 2018: Der Auf-Schneider – Aufstieg und Fall eines deutschen Baulöwen

#### Fernsehserien und -reihen
- 1972: Motiv Liebe (Folge 2x01)
- 1973: Lokaltermin (Folge 1x07)
- 1973: Okay S.I.R. (Folge 14: Die Liebe – die Liebe)
- 1974: Die großen Detektive (1 Folge)
- 1974: Tatort: Eine todsichere Sache
- 1984: Ein Fall für zwei (Folge 4x04: Chemie eines Mordes)
- 1986: Detektivbüro Roth (Folge 1x08)
- 1986: Simon & Simon (Folge 6x05)
- 1986: Agentin mit Herz (Scarecrow and Mrs. King, Folge 4x11)
- 1987: Amerika (6 Folgen)
- 1990: Raumschiff Enterprise – Das nächste Jahrhundert (Star Trek: The Next Generation, Folge 3x18)
- 1990: Jake und McCabe – Durch dick und dünn (Jake and the Fatman, Folge 4x04)
- 1990–1992: Matlock (Folgen 4x19, 6x12–6x13)
- 1990: MacGyver (Folge 6x05)
- 1991: Die besten Jahre (thirtysomething, Folge 4x19)
- 1993: Glückliche Reise – Kanada
- 1993: Eurocops (Folge 6x07)
- 1993: Mord ist ihr Hobby (Murder, She Wrote, Folge 10x04)
- 1995: Forsthaus Falkenau (Folge 6x11)
- 1996: Der Bergdoktor (Folge 4x11)
- 1997: Babylon 5 (Folge 4x09)
- 1997: Big Easy – Straßen der Sünde (The Big Easy, Folge 2x03)
- 1998–2012: Rosamunde Pilcher
  - 1998: Magie der Liebe
  - 2006: Und plötzlich war es Liebe
  - 2012: Das Geheimnis der weißen Taube
- 1998–1999: Sliders – Das Tor in eine fremde Dimension (Sliders, Folgen 4x09, 4x18)
- 2000: Die glorreichen Sieben (The Magnificent Seven, Folge 2x11)
- 2000: JAG – Im Auftrag der Ehre (JAG, Folge 6x08)
- 2001: St. Angela (Folge 7x06)
- 2002: Großstadtrevier (Folge 15x12)
- 2002–2003: Edel & Starck (Folgen 1x07, 2x10)
- 2002: Inspektor Rolle (Folge 1x01)
- 2004: Inga Lindström – Sehnsucht nach Marielund
- 2004: Die Rosenheim-Cops (Folge 3x04)
- 2004–2015: In aller Freundschaft (3 Folgen)
- 2004: Law & Order (Folge 14x17)
- 2005–2022: Das Traumschiff
  - 2005: Vancouver
  - 2018: Los Angeles
  - 2022: Coco Island
- 2005–2008: Fünf Sterne (33 Folgen)
- 2006: Arme Millionäre (Folgen 2x06, 2x08)
- 2009: SOKO Leipzig (Folge 12x12)
- 2009: In aller Freundschaft (Folge 424 "Versuchung")
- 2010: Ihr Auftrag, Pater Castell (Folge 3x01)
- 2011: SOKO Köln (Folge 8x11)
- 2011: SOKO Stuttgart (Folge Wasenmord)
- 2011: Der letzte Bulle (Folge 2x11)
- 2013: Notruf Hafenkante (Folge 7x24: Das Geheimnis der Braut)
- 2014: Die Dienstagsfrauen – Sieben Tage ohne
- 2014: Inga Lindström – Der Traum vom Siljansee
- 2015: In aller Freundschaft (Fernsehserie, Folge 699: An die Nieren)
- 2016: SOKO Köln (Folge: Verstummt)
- 2016: Hotel Heidelberg: Kommen und Gehen
- 2017–2018: Einstein (7 Folgen)
- 2018: Familie Dr. Kleist (Folge: Vatergefühle)
- 2018–2022: Ella Schön
  - 2018: Die Inselbegabung
  - 2018: Das Ding mit der Liebe
  - 2020: Feuertaufe
  - 2020: Schiffbruch
  - 2022: Freischwimmer
  - 2022: Seitensprünge
- 2019: SOKO München (Folge: Unter Männern)
- 2019: Hubert ohne Staller (Folge: Der Aussteiger)
- 2019: Beck is back! (3 Folgen)
- 2019: Tatort: Borowski und das Haus am Meer
- 2020: Kreuzfahrt ins Glück – Hochzeitsreise nach Menorca
- 2020: Familie Dr. Kleist (Folge: Liebesspiel)
- 2021: Katakomben
- 2021: SOKO Köln (Folge: Zwei Väter)
- 2021: Faking Hitler
- 2022: Wilsberg: Gene lügen nicht
- 2023: SOKO Stuttgart (Folge Bis zum Schluss)
- 2024: Tatort: Diesmal ist es anders

## Synchronrollen (Auswahl)
Willem Dafoe
- 2002: als Norman Osborn / Der Grüne Kobold in Spider-Man
- 2003: als Armando Barillo in Irgendwann in Mexico
- 2004: als Roland Sweet in Aviator
- 2004: als Norman Osborn in Spider-Man 2
- 2005: als General George Deckert in XXx 2 – The Next Level
- 2006: als Stabschef in American Dreamz – Alles nur Show
- 2006: als Captain John Darius in Inside Man
- 2006: als Martin in The Reckoning
- 2007: als Stan Aubray in Anamorph – Die Kunst zu töten
- 2007: als Carson Clay in Mr. Bean macht Ferien
- 2007: als Norman Osborn in Spider-Man 3
- 2009: als Er in Antichrist
- 2009: als Gavner Purl in Mitternachtszirkus – Willkommen in der Welt der Vampire
- 2009: als Lionel „Elvis“ Cormac in Daybreakers
- 2009: als Ratte in Der fantastische Mr. Fox
- 2010: als Eddie in Miral
- 2011: als Martin David in The Hunter
- 2012: als Cisco in 4:44 – Last Day on Earth
- 2012: als Tars Tarkas in John Carter – Zwischen zwei Welten
- 2013: als  John Petty in Auge um Auge – Out of the Furnace
- 2013: als L in Nymphomaniac: Vol. 2
- 2013: als Chief Wyatt Porter in Odd Thomas
- 2014: als Bud Carter in Bad Country (2014)
- 2014: als Jopling in Grand Budapest Hotel
- 2014: als Marcus in John Wick
- 2014: als Tommy Brue in A Most Wanted Man
- 2014: als Peter van Houten in Das Schicksal ist ein mieser Verräter
- 2016: als Mad Dog in Dog Eat Dog
- 2016: als Ed Blackridge in Das Glück des Augenblicks
- 2016: als Ballard in The Great Wall
- 2017: als Terrence Settman in What Happened to Monday?
- 2017: als Ryuk in Death Note
- 2017: als Gerhard Hardman in Mord im Orient Express
- 2018: als Pier Paolo Pasolini in Pasolini
- 2018: als Nuidis Vulko in Aquaman
- 2019: als Thomas Wake in Der Leuchtturm
- 2021: als Nuidis Vulko in Zack Snyder’s Justice League
- 2021: als Norman Osborn / Der Grüne Kobold in Spider-Man: No Way Home
- 2022: als Heimir in The Northman
- 2023: als Nemo in Inside

Peter Cullen
- 2007: als Optimus Prime in Transformers
- 2009: als Optimus Prime in Transformers – Die Rache
- 2010: als Optimus Prime in Transformers: Prime (Fernsehserie)
- 2011: als Optimus Prime in Transformers 3
- 2014: als Optimus Prime in Transformers: Ära des Untergangs
- 2017: als Optimus Prime in Transformers: The Last Knight
- 2018: als Optimus Prime in Bumblebee
- 2023. als Optimus Prime in Transformers: Aufstieg der Bestien

Sam Elliott
- 2003: als Gen. Thaddeus ‘Thunderbolt’ Ross in Hulk
- 2007: als Carter Slade/Caretaker in Ghost Rider
- 2011: als Simon Kestral in The Big Bang
- 2015: als Butch in Arlo & Spot
- 2016–2020: als Beau Bennett in The Ranch (Fernsehserie)
- 2022: als Shea Brennan in 1883 (Fernsehserie)

Mickey Rourke
- 2005: als Ed Mosbey in Domino
- 2005: als Marv in Sin City
- 2010: als Ivan Vanko in Iron Man 2
- 2010: als Tool in The Expendables
- 2010: als Patrick Jefferson in 13

James Earl Jones
- 2005: als Darth Vader in Star Wars: Episode III – Die Rache der Sith
- 2010: als James Earl Jones in Two and a Half Men (Fernsehserie)
- 2014: als James Earl Jones in The Big Bang Theory (Fernsehserie)
- 2014–2016: als Darth Vader in Star Wars Rebels (Fernsehserie)

Scott Glenn
- 2000: als Montgomery Wick in Vertical Limit
- 2008: als Sheriff Rollins in Monk (Fernsehserie)
- 2011: als Wise Man in Sucker Punch

Clarke Peters
- 2002–2008: als Det. Lester Freamon in The Wire (Fernsehserie)
- 2010: als Adenuga in Legacy
- 2012–2014: als Albert Lambreaux in Treme (Fernsehserie)

Scott Lawrence
- 2019: als Darth Vader in Star Wars Jedi: Fallen Order (Videospiel)
- 2020: als Darth Vader in Star Wars: Squadrons (Videospiel)
- 2023: als Darth Vader in Star Wars Jedi: Survivor (Videospiel)

Peter Fonda
- 1969: als Wyatt in Easy Rider
- 2014: als Geoff Pearl in The Blacklist (Fernsehserie)

### Filme
- 2000: Tim Curry als Roger Corwin in 3 Engel für Charlie
- 2000: Alan Ford als Brick Top in Snatch – Schweine und Diamanten
- 2001: James Garner als Commander Rourke in Atlantis – Das Geheimnis der verlorenen Stadt
- 2006: Paul Giamatti als Stan Beals in Lucas, der Ameisenschreck

### Serien
- 1990: Jon English als Bobby Rivers in Rock ’n’ Roll Daddy
- 2001: Derek de Lint als Centurion in Outer Limits – Die unbekannte Dimension
- 2017, 2020: Rade Šerbedžija als Dr. Bogdan Krilov in The Blacklist

### Videospiele
- 2011: als Asleif „Foggwulf“ Phileasson in Drakensang: Phileassons Geheimnis
- 2014: als Sai Sahan in Elder Scrolls Online
- 2017: Matt Sloan als Darth Vader in Star Wars Battlefront II
- 2020: als Cassidy in Cyberpunk 2077

## Veröffentlichungen

### Diskografie (Auswahl)
- Reiner Schöne: Blues Faces – LP (Decca Royal Sound, Hamburg) 1970
- Reiner Schöne: Werd’ ich noch jung sein, wenn ich älter bin? – LP (Deutsche Grammophon, Hamburg) 1976
- Reiner Schöne Band: Automatenklacker – LP (EMI-Electrola, Köln) 1979
- Reiner Schöne Band: Schöne Music – LP (Racket) 1981
- Reiner Schöne Band: Schöne Bescherung – Live LP (Lava, Hannover) 1982
- Reiner Schöne Band: Gnadenlos verliebt – CD (Koch International, München) 1995
- Reiner Schöne & die Kowboys: Schönes Chaos: Songs & Stories – CD, Pendragon, Bielefeld 2005, ISBN 3-86532-013-9.
- Reiner Schöne Band: Mitten ins Herz – CD (Hypertension Music) 2012
- Reiner Schöne: Die Zeit ist da – Digital only (Tunecore) 2021

### Bücher
- Reiner Schöne: Let the sunshine in: Erinnerungen und Stories. Pendragon, Bielefeld 2004, ISBN 3-934872-71-9.
- Reiner Schöne: Werd ich noch jung sein, wenn ich älter bin, 2012, ISBN 978-3-9814740-2-2.
- Reiner Schöne: Das gläserne Buch: Ein fantastischer Roadtrip. Blues Faces Verlag 2024, ISBN 978-3-9826216-3-0.

## Hörspiele (Auswahl)
- 1967: Petko Todorow: Die Drachenhochzeit (Stamen) – Regie: Wolfgang Brunecker (Hörspiel – Rundfunk der DDR)
- 1976: Rolf und Alexandra Becker: Dickie Dick Dickens & Co. – Verbrich mir nichts – Fünfte Staffel (Alle sechs Folgen) (Donald D. Doberman) – Regie: Peter M. Preissler (Original-Hörspiele – BR)
- 1977: Rolf und Alexandra Becker: Gestatten, mein Name ist Cox (Dreiteilige Neufassung der ersten Staffel) (Paul Cox) – Regie: Peter M. Preissler (Original-Hörspiel – BR)
- 1978: Rolf und Alexandra Becker: Gestatten, mein Name ist Cox (Dreiteilige Neufassung der zweiten Staffel) (Paul Cox) – Regie: Peter M. Preissler (Original-Hörspiel – BR)
- 2006: Ludwig Fels: Hello, I’m Glen Sherley – Regie: Christiane Ohaus (Hörspiel – RB)
- 2008: Star Wars: Dark Lord (nach James Lucenos Roman Dunkler Lord – Der Aufstieg des Darth Vader) als Darth Vader – Buch und Regie: Oliver Döring (Audible: 2019)
- 2011: Karl May: Winnetou I – Bearbeitung: Regine Ahrem – Regie: Hans Helge Ott (Hörspiel – RBB/RB)
- 2013: Eva Lia Reinegger: Jähnicke schmeckt’s – Regie: Stefanie Lazai (Kriminalhörspiel – DKultur)
- 2014: Tom Peukert: Paradise – Regie: Annette Kurth (Hörspiel – WDR)
- 2015: Tom Hillenbrand: Rotes Gold – Regie: Martin Engler (Kriminalhörspiel – DKultur)
- 2015: Oliver Sturm: King of Kings – Regie: Oliver Sturm (Hörspiel – HR)
- 2015: Nic Pizzolatto: Galveston – Regie: Walter Adler (Hörspiel – WDR)
- 2015: Eva Lia Reinegger: Jähnicke geht baden – Regie: Stefanie Lazai (Kriminalhörspiel – DKultur)
- 2018: Volker Kutscher: Der nasse Fisch – Das Hörspiel zu Babylon Berlin (8 Teile) (Marlow, König der Berliner Unterwelt) – Bearbeitung und Regie: Benjamin Quabeck (RB/WDR/RBB)
- 2018: Robert Weber: Des Teufels langer Atem – Regie: Annette Kurth (WDR)[8]
- 2019: Die Prüfung – Vaterliebe – Regie: Kim Jens Witzenleiter (Wolfy-Office)[9]
- 2020: Die Prüfung – Justiz – Regie: Kim Jens Witzenleiter (Wolfy-Office)[10]
- 2020: Robert Harris: Der zweite Schlaf (12 Teile) (Sir Henry) – Regie: Leonhard Koppelmann (Hörspielbearbeitung – HR/Der Hörverlag)[11]
- 2021: Die Prüfung – Finale – Regie: Kim Jens Witzenleiter (Wolfy-Office)[12]

## Hörbücher (Auswahl)
- 2008: Oliver Bantle: Yofi oder Die Kunst des Verzeihens, ISBN 978-3-88698-938-6
- 2008: Guillaume Musso: Wirst du da sein?, Steinbach sprechende Bücher, ISBN 978-3-86974-203-8
- 2011: Volker Kutscher: Der stumme Tod: Gereon Raths zweiter Fall, Argon Verlag, ISBN 978-3-8398-9067-7
- 2016: Jean-Christophe Grangé: Purpurne Rache, Lübbe Audio, ISBN 978-3-7857-5336-1.
  - 2016: Jean-Christophe Grangé: Purpurne Rache (Hörbuch-Download, ungekürzt), Lübbe Audio & Audible, ISBN 978-3-8387-8128-0.
- 2024: Reiner Schöne: Das gläserne Buch: Ein fantastischer Roadtrip. Audio-To-Go.

## Auszeichnungen
- 1969: Goldene Europa
- 2023: Ehrendarstellerpreis des Eat My Shorts – Hagener Kurzfilmfestivals